# Алмала (приток Накаса)
Алмала́ (баш. Алмалы) — река в России, протекает в Оренбургской области. Устье реки находится в 7,7 км по правому берегу реки Накас. Длина реки составляет 12 км.

## Данные водного реестра
По данным государственного водного реестра России, относится к Уральскому бассейновому округу, водохозяйственный участок реки — Большой Ик, речной подбассейн отсутствует. Речной бассейн реки — Урал (российская часть бассейна).
Код объекта в государственном водном реестре — 12010000612112200005941.